# Shailene Woodley
Shailene Diann Woodley (San Bernardino, 15 de novembro de 1991) é uma atriz norte-americana. Ganhou destaque ao interpretar Amy Juergens na série adolescente The Secret Life of the American Teenager (2008–2013), do canal ABC Family. Em seguida, atuou nos filmes Os Descendentes (2011) e O Maravilhoso Agora (2013), sendo indicada ao Globo de Ouro pelo primeiro.
Shailene Woodley alcançou reconhecimento internacional por seu papel como uma adolescente com câncer no drama romântico A Culpa é das Estrelas (2014) e como Beatrice Prior na trilogia de ficção científica Divergente (2014–2016). Interpretou uma sobrevivente de abuso sexual na série dramática da HBO Big Little Lies (2017–2019), papel que lhe rendeu uma indicação ao Emmy. Desde então, atuou em filmes como Snowden (2016), Vidas à Deriva (2018), O Mauritano (2021), Ferrari (2023) e Sede Assassina (2023), este último também com produção assinada por ela.
Nos palcos, fez sua estreia na Broadway com a peça dramática Cult of Love(en), de Leslye Headland, em 2024 — performance que lhe rendeu o Theatre World Award(en). Além da carreira artística, Shailene é ativista ambiental: atua como Embaixadora dos Oceanos do Greenpeace e integra diversos conselhos voltados a causas ecológicas. É também cofundadora da organização sem fins lucrativos All it Takes, que tem como foco o desenvolvimento de adolescentes.

## Biografia
Shailene Woodley nasceu em Simi Valley, Califórnia. Sua família inclui Lori (mãe), Loni (pai), um diretor de escola, e Tanner (irmão mais velho). Em 2004, ela foi nomeada para o Young Artist Awards (YAA) na categoria "Melhor Performance em Filmes ou Minisséries - Atrizes Mirins" pelo filme A Place Called Home como California Ford. Ganhou também na categoria "Melhor Performance em Filmes ou Minisséries - Comédia ou Drama" por estrelar Felicity: An American Girl Adventure.
Apareceu em séries como: Crossing Jordan, Jack & Bobby, Without a Trace, Everybody Loves Raymond, My Name is Earl, Cold Case e CSI: NY.
A atriz foi escolhida para interpretar Mary Jane Watson no novo filme O Espetacular Homem- Aranha 2. No entanto a aparição da personagem foi adiada para o terceiro filme da franquia. Sobre isso Shailene comentou: "Claro que estou chateada. Mas tenho fé que tudo acontece por uma razão específica. MJ (Mary Jane, sua personagem) só aparecia em algumas cenas e eu não trocaria a experiência de trabalhar com o Andrew e a Emma por esses três dias no set por nada no mundo. Baseado na história proposta eu entendo completamente a necessidade por esperar para apresentar a MJ só no terceiro filme."
Em 19 de março de 2013, foi anunciado que Woodley tinha aceitado o papel de protagonista como Hazel Grace Lancaster na adaptação cinematográfica de John Green, The Fault in Our Stars. Green falou via Twitter sobre Woodley; "Havia tantas audições incríveis para o papel de Hazel, mas o amor de Shailene para com o livro e seu entendimento de Hazel me surpreendeu". O filme, dirigido por Josh Boone, foi lançado no dia 5 de junho de 2014.
Woodley estrelou como Beatrice Prior no filme Divergent, adaptação cinematográfica do primeiro volume da trilogia infanto-juvenil escrita por Veronica Roth. O filme foi lançado em 21 de março de 2014 nos Estados Unidos e no Brasil em 17 de Abril de 2014. Shailene reprisou seu papel como Beatrice Prior na sequência de Divergent, intitulado Insurgent. O longa começou sua produção em 27 de maio de 2014, e foi lançado no dia 19 de Março de 2015 nos cinemas brasileiros. Ela atuou novamente em seu papel na última parte da franquia, Allegiant, com lançamento em 18 de Março de 2016. Em 2017, foi convidada para fazer parte da Academia de Artes e Ciências Cinematográficas. Por conta da projeção que sua atuação em Big Little Lies alcançou, sendo elogiada pelo site Indiewire que chamou sua performance de uma de suas melhores e o melhor papel de sua carreira.

## Ativismo
Em julho de 2016, Woodley começou a mostrar seu ativismo com fotos e vídeos relacionados à luta da tribo siú Standing Rock contra a empresa Energy Transfer Partners. Em 10 de outubro de 2016, a atriz foi presa ao participar de um protesto no estado americano de Dakota do Norte, contra a construção de um oleoduto que passaria por terras indígenas e que poderia contaminar o rio Missouri. Sua prisão foi transmitida ao vivo na rede social Facebook para cerca de 40 mil pessoas.

## Vida pessoal
Em 2018, Woodley confirmou que ela está namorando jogador de Rugby Union australiano-fijiano Ben Volavola . Em abril de 2020, foi relatado que o relacionamento com Volavola havia terminado. Woodley está em um relacionamento com o quarterback da NFL Aaron Rodgers desde o segundo semestre de 2020.  Em fevereiro de 2021, Rodgers se referiu a sua "noiva" durante seu discurso de aceitação do prêmio MVP da liga na cerimônia de honra da NFL, confirmando que ele estava noivo, mas não com quem. Woodley confirmou que estava noiva de Rodgers em uma aparição em 22 de fevereiro no The Tonight Show, estrelado por Jimmy Fallon. Os dois teriam rompido o relacionamento no começo de 2022.

## Filmografia

### Cinema
| Ano  | Título                               | Papel                  | Notas                          |
| ---- | ------------------------------------ | ---------------------- | ------------------------------ |
| 2024 | Killer Heat                          | Penélope Vardakis      |                                |
| 2023 | Ferrari                              | Lina Lardi             |                                |
| 2023 | To Catch a Killer                    | Eleanor Falco          | atuação e produção             |
| 2021 | The Fallout                          | Anna                   |                                |
| 2021 | The Mauritanian                      | Teresa "Teri" Duncan   |                                |
| 2021 | The Last Letter from Your Lover      | Jennifer Stirling      | longa-metragem                 |
| 2019 | Endings, Beginnings                  | Daphne                 | longa-metragem                 |
| 2019 | After Exile                          | Dana                   | longa-metragem                 |
| 2018 | Adrift                               | Tami Oldham            | Pós-Produção e produtor        |
| 2016 | Snowden                              | Lindsay Mills          |                                |
| 2016 | The Divergent Series: Allegiant      | Beatrice "Tris" Prior  | protagonista                   |
| 2015 | The Divergent Series: Insurgent      | Beatrice "Tris" Prior  | protagonista                   |
| 2014 | The Amazing Spider-Man 2             | Mary Jane Watson       | cenas cortadas da versão final |
| 2014 | 9 Kisses                             | Boxing Girl            | filme curto                    |
| 2014 | Divergent                            | Beatrice "Tris" Prior  | protagonista                   |
| 2014 | White Bird in a Blizzard             | Katrina "Kat" Connor   |                                |
| 2014 | The Fault in Our Stars               | Hazel Grace Lancaster  |                                |
| 2013 | The Spectacular Now                  | Aimee Finecky          |                                |
| 2011 | The Descendants                      | Alexandra "Alex" King  |                                |
| 2007 | Final Approach                       | Maya Bender            |                                |
| 2007 | Moola                                | Ashley                 |                                |
| 2005 | Once Upon a Mattress                 | Molly                  |                                |
| 2005 | Felicity: An American Girl Adventure | Felicity Merriman      |                                |
| 2004 | A Place Called Home                  | California "Cali" Ford |                                |
| 1999 | Replacing Dad                        | Garotinha              |                                |

### Televisão
| Ano       | Título                                   | Papel                  | Notas                                  |
| --------- | ---------------------------------------- | ---------------------- | -------------------------------------- |
| 2021      | The Revolution Generation                | Ela mesma              | Documentary                            |
| 2017-2019 | Big Little Lies                          | Jane                   | Protagonista                           |
| 2008-2013 | The Secret Life of the American Teenager | Amy Juergens           | Protagonista                           |
| 2007      | Arquivo Morto                            | Sarah Gunden           | 1 episódio                             |
| 2007      | CSI: Nova York                           | Evie Pierpont          | episódio: "A Daze of Wine and Roaches" |
| 2007      | Close to Home                            | Gaby Tursi             | 1 episódio                             |
| 2006      | O Meu Nome é Earl                        | Gwen jovem             | 1 episódio                             |
| 2004-2005 | Jack & Bobby                             | Chloe Benedict         | 2 episódios                            |
| 2004      | Raymond e Companhia                      | Snotty Girl #2         | 1 episódio                             |
| 2003      | Desaparecidos                            | Clare Metcalf jovem    | 1 episódio                             |
| 2003-2004 | The O.C.: Um Estranho no Paraíso         | Kaitlin Cooper #1      | 1 Temporada                            |
| 2003-2001 | O distrito                               | Kristin Debreno        | 3 episódios                            |
| 2001-2004 | Crossing Jordan                          | Jordan Cavanaugh jovem | Elenco Recorente                       |